# Pastel des teinturiers
Isatis tinctoria
Pour les articles homonymes, voir Pastel (homonymie).
Espèce
Statut de conservation UICN

 LC  : Préoccupation mineure
Le Pastel des teinturiers ou guède (Isatis tinctoria L.) est une espèce de plantes herbacées bisannuelles, de la famille des Brassicaceae, qui pousse à l'état sauvage en Europe du Sud-Est ainsi qu'en Asie Centrale et en Asie du Sud-Ouest. Nommée waide en Picardie, vouède en Normandie et wedde dans le Nord, elle est connue aussi sous les noms vernaculaires d'herbe de saint Philippe, varède, herbe du Lauragais.
Utilisée comme plante médicinale et tinctoriale par les Grecs et les Romains de l'Antiquité, elle fut largement cultivée au cours du Moyen Âge et de la Renaissance, en Europe, pour la production d'une teinture bleue, extraite des feuilles, avant d'être détrônée par l'indigotier, puis par les colorants de synthèse.

## Étymologie
Le nom vulgaire pastel vient du latin pasta « pâte », par l'occitan pastèl, car autrefois les feuilles d'Isatis tinctoria étaient broyées dans les moulins à pastel et formaient une pâte ensuite fermentée et séchée. De la pâte tinctoriale, le terme en est venu à désigner aussi la plante avec laquelle on la fabrique. Le terme de pastel des teinturiers est aussi employé si on désire lever toute ambiguïté avec les valeurs de pastel utilisées en dessin.
Le nom vernaculaire français guède désignant la même plante, autrefois vouède (picard : waide), dérive d'une racine germanique *waizda- que l’on retrouve dans l'anglais woad et dans l'allemand Waid.
En 1753, Linné décrivit la plante sous le nom d'Isatis tinctoria.
Le nom de genre Isatis dérive du grec ἴσατις / ísatis « pastel », par le latin isatis, employé par Pline l'Ancien, livre XX, 59. Ce terme est dérivé du verbe ἰσάζω / isadzô, « rendre égal, égaliser », car selon Dioscoride II, 177, la plante ἴσατις ἀγρία / ísatis agría aurait été employée pour cicatriser les plaies.
L'épithète spécifique tinctoria dérive du latin tinctura « teinture » (Pline, 37, 119).

## Historique
La culture du pastel ou guède s'est développée au Moyen Âge, en Picardie et a fait la fortune de la ville d'Amiens entre le XIIe et le XVe siècle grâce à ses capacités tinctoriales. Avec la Guerre de Cent Ans, la culture recula jusqu'à disparaître en Picardie et se développa dans le Midi toulousain, véritable « Pays de Cocagne ». La culture de la guède se poursuit aujourd'hui dans la région de Toulouse et tente une timide percée, après des siècles de disparition, en Picardie où on l'appelle la waide.

## Description

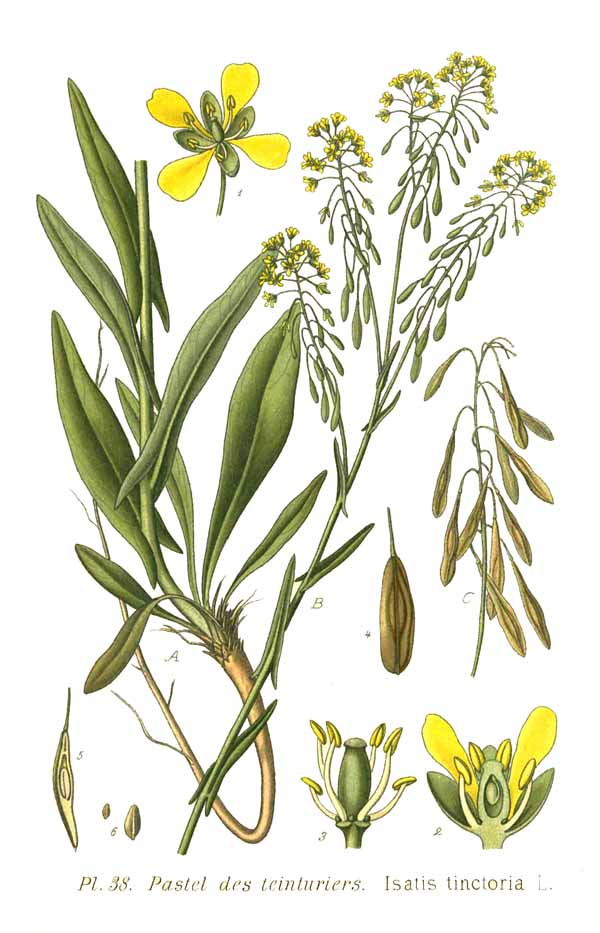
Pastel des teinturiers.

Isatis tinctoria est une plante bisannuelle ou pérenne à courte vie, en général monocarpique (elle meurt après avoir produit des graines), hémicryptophyte, à racine pivotante, tétraploïde (2n=4x=28).
La première année, la plante forme une rosette de feuilles basales pétiolées. Ses feuilles sont d'un vert un peu glauque, oblongues lancéolées, de 15-20 cm de long, avec un pétiole de 0,5-5,5 cm. Ce sont elles qui sont récoltées pour l'extraction du pigment bleu. La plante ne fleurit pas de toute la saison. Si la seconde année, les conditions environnementales ne sont pas favorables à la formation de graines, elle peut encore rester à l'état de rosette un an de plus.
Généralement la deuxième année, elle émet à partir d'un petit tronc de 4-5 cm au-dessus du sol, de une à cinq tiges dressées, robustes, qui peuvent atteindre 1,50 m de hauteur, sur laquelle s'étagent des feuilles sessiles de plus en plus petites, les inférieures oblancéolées, de 4 × 17 cm, les feuilles supérieures lancéolées, embrassant la tige par de longues oreillettes aiguës. Elles sont d'un vert brillant ou d'un vert bleuâtre (suivant les variétés), avec une nervure centrale blanche, bien marquée, large à la base. La pubescence est variable.
Les fleurs, petites, jaunes, sont groupées en grappes regroupées en panicules corymbiformes dressées. Chaque fleur est relativement petite (3-4 mm) et s'agite perpétuellement à la moindre brise parce qu'elle est portée par un pédicelle très fin. Elle se compose de 4 sépales verts, de 2 mm, de 4 pétales jaunes, en croix, de 3-4 mm de long, alternes avec les sépales, de 4 (+2) étamines (tétradynames), de nectaires annulaires, 2 carpelles ouverts soudés par les bords.
La floraison se fait en avril-juin. C'est une plante mellifère, visitée par les abeilles.
Les fruits sont des siliques de petite taille 10-20 mm de long, pendantes, de couleur brun noirâtre, oblongues en coin, atténuée à la base ; les graines sont brunes de 2-3 mm de long, ailées.
Ce sont les feuilles qui sont récoltées pour la production de teinture.

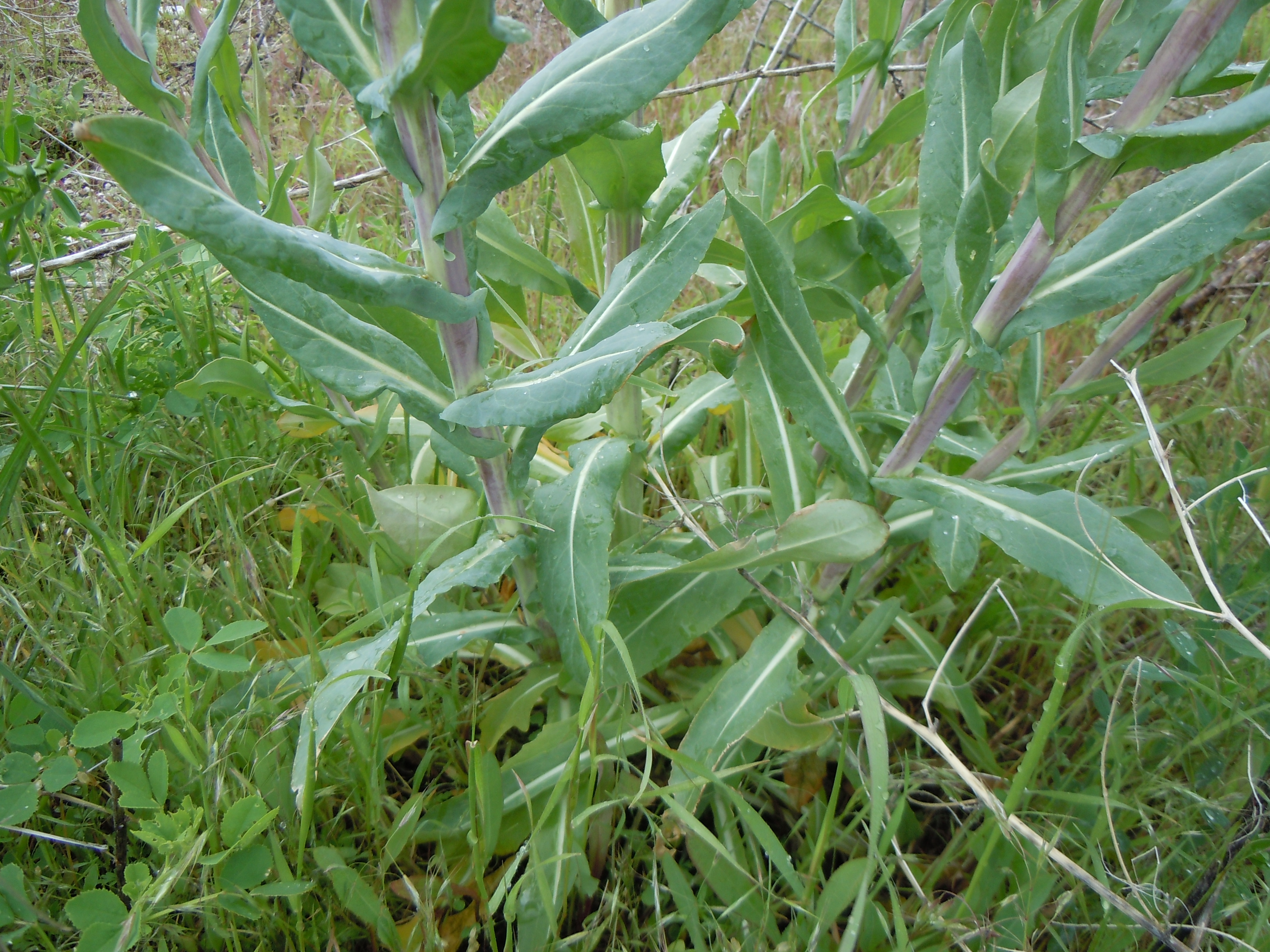
Feuilles caulinaires, apparaissant la deuxième année.
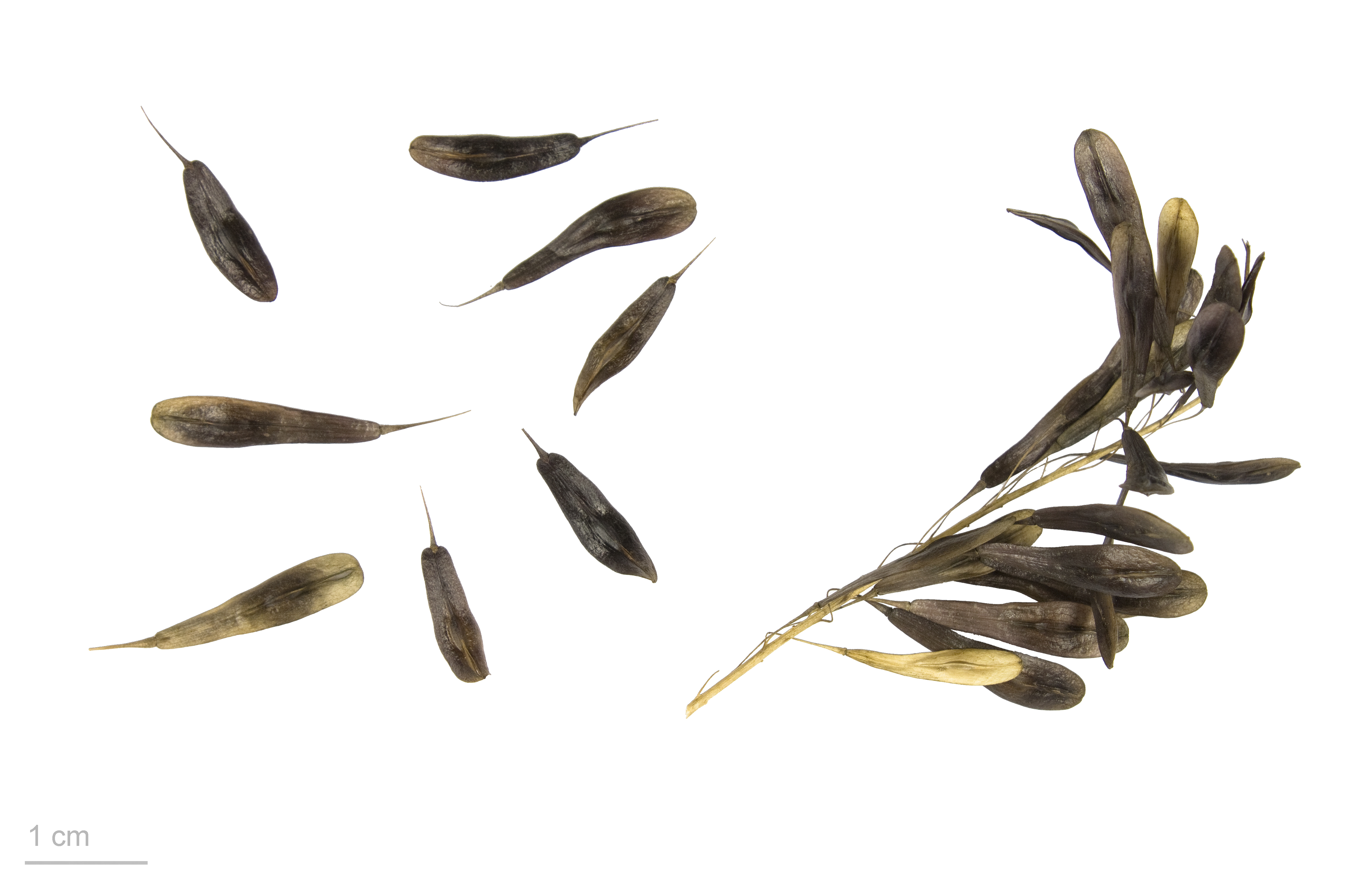
Siliques d'Isatis tinctoria.
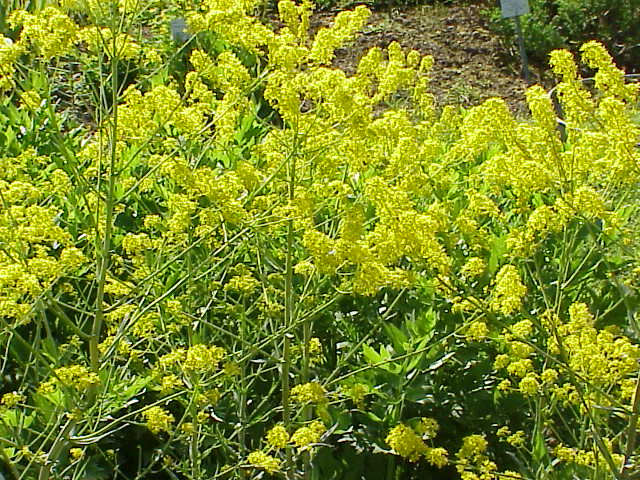
Aspect général des inflorescences.

## Distribution
Le centre d'origine d'Isatis tinctoria est en Asie Centrale.
La plante est spontanée en Afrique du Nord, en Europe (pourtour méditerranéen principalement) et en Asie occidentale, Russie du Sud-Est, jusqu'au Xinjiang (Chine).
Elle est assez rare, sur une grande partie de la France, mais commune en Corse.
Elle a été répandue par la culture dans toute l'Europe, particulièrement en Europe occidentale et méridionale depuis des temps très reculés.
Elle croît sur sols secs à assez secs, dans les friches, les bords de chemins, sur les dalles rocheuses, sur les rochers et les pelouses méditerranéennes. C'est une espèce thermophile.
Isatis tinctoria est considérée comme une plante envahissante dans une partie des États-Unis d’Amérique,.

## Vulnérabilité
L'espèce est évaluée comme non préoccupante aux échelons européen et français.

## Synonymes
D'après Tela-botanica, les synonymes sont :
- Crucifera isatis E.H.L.Krause
- Isatis alpina sensu Thuill.
- Isatis banatica Besser

D'après eFloras, les synonymes sont :
- Isatis indigotica Fortune 1846, le « pastel chinois », parfois considéré comme une espèce différente de I. tinctoria (Angelini et als[12], 2007), largement distribuée dans la vallée du Yangzi, aux feuilles glauques ; il produit plus d'indigo à l'hectare (31 kg/ha) mais est plus sensible aux maladies et est moins bien adapté au climat méditerranéen que I. tinctoria
- Isatis oblongata de Candolle var. yezoensis (Ohwi) Y. L. Chang ;
- Isatis tinctoria var. indigotica (Fortune) T. Y. Cheo & K. C. Kuan ;
- Isatis tinctoria var. yezoensis (Ohwi) Ohwi ;
- Isatis yezoensis Ohwi.

## Liste des sous-espèces et variétés
Isatis tinctoria est très polymorphe en ce qui concerne la forme du fruit, la forme et la taille des oreillettes des feuilles caulinaires et la quantité d’indument.
Selon Tropicos (7 juin 2013) :
| Sous-espèces : * Isatis tinctoria subsp. athoa (Boiss.) Papan. * Isatis tinctoria subsp. athoa Papan. * Isatis tinctoria subsp. campestris (Stev. ex DC.) Kulcz. * Isatis tinctoria subsp. canescens Malag. * Isatis tinctoria subsp. corymbosa (Boiss.) P.H. Davis * Isatis tinctoria subsp. jacutensis N. Busch * Isatis tinctoria subsp. koelzii Jafri * Isatis tinctoria subsp. oblongata (DC.) N. Busch * Isatis tinctoria subsp. praecox (Kit. ex Tratt.) Domin & Podp. | * Isatis tinctoria subsp. tinctoria L. * Isatis tinctoria subsp. tomentella P.H. Davis Variétés : * Isatis tinctoria var. canescens Gren. & Godr. * Isatis tinctoria var. indigotica (Fortune) T.Y. Cheo & K.C. Kuan * Isatis tinctoria var. praecox (Kit. ex Tratt.) W.D.J. Koch * Isatis tinctoria var. tinctoria * Isatis tinctoria var. vulgaris W.D.J. Koch * Isatis tinctoria var. yezoensis (Ohwi) Ohwi |

## Utilisations

### Plante tinctoriale
Précisons tout de suite que le terme « pastel » en français comporte quatre acceptions : la plante Isatis tinctoria, la matière colorante bleue fournie par cette plante, la nuance de bleu clair fournie par cette teinture, et des bâtonnets de couleurs et les œuvres réalisées avec.
La teinture « bleu pastel » est extraite des feuilles de la plante. En Lauragais, jusqu'au XVIIe siècle, l'ensemble du processus d'extraction du pigment coloré se déroule sur environ deux ans : la première année, les cultivateurs de pastel cultivent, récoltent et produisent des boulettes de pastel déshydratées (ou cocagnes) qu'ils vendent à des collecteurs locaux, intermédiaires entre eux et les puissants marchands de pastel de Toulouse. La seconde année, ces collecteurs et ces marchands de pastel produisent la poudre tinctoriale (ou agranat). Les riches marchands pastelliers de Toulouse étaient aussi propriétaires de fermes et octroyaient des prêts aux petits paysans.
La description détaillée des procédés de fabrication du pastel en Languedoc, donnée par de Lasteyrie en 1811 ou par un historien contemporain Gilles Caster (1964), peut se résumer ainsi :
- Récolte :

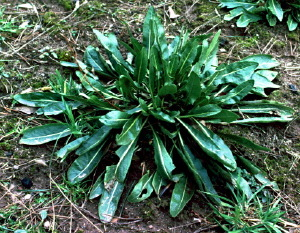
Les feuilles des rosettes sont récoltées sur les pieds de pastel la 1re année.

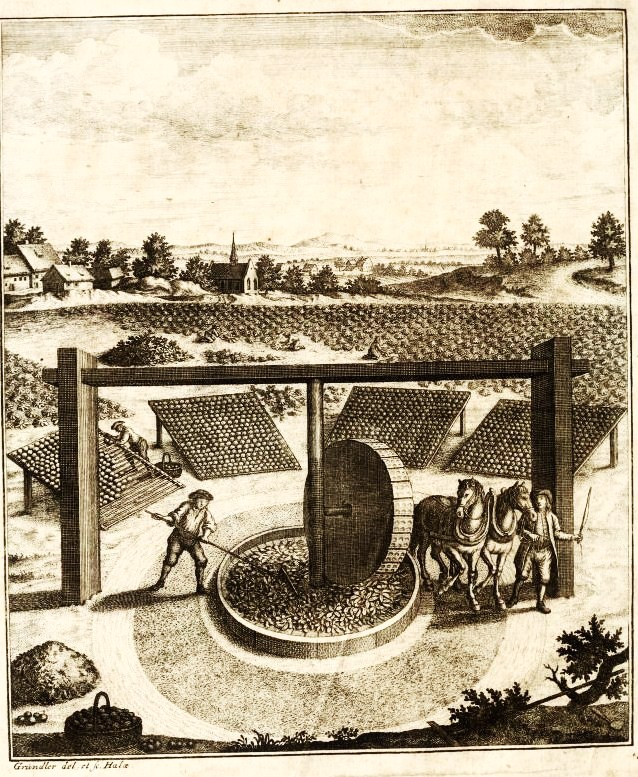
Broyage des feuilles dans un moulin pastellier (Thuringe, 1752).

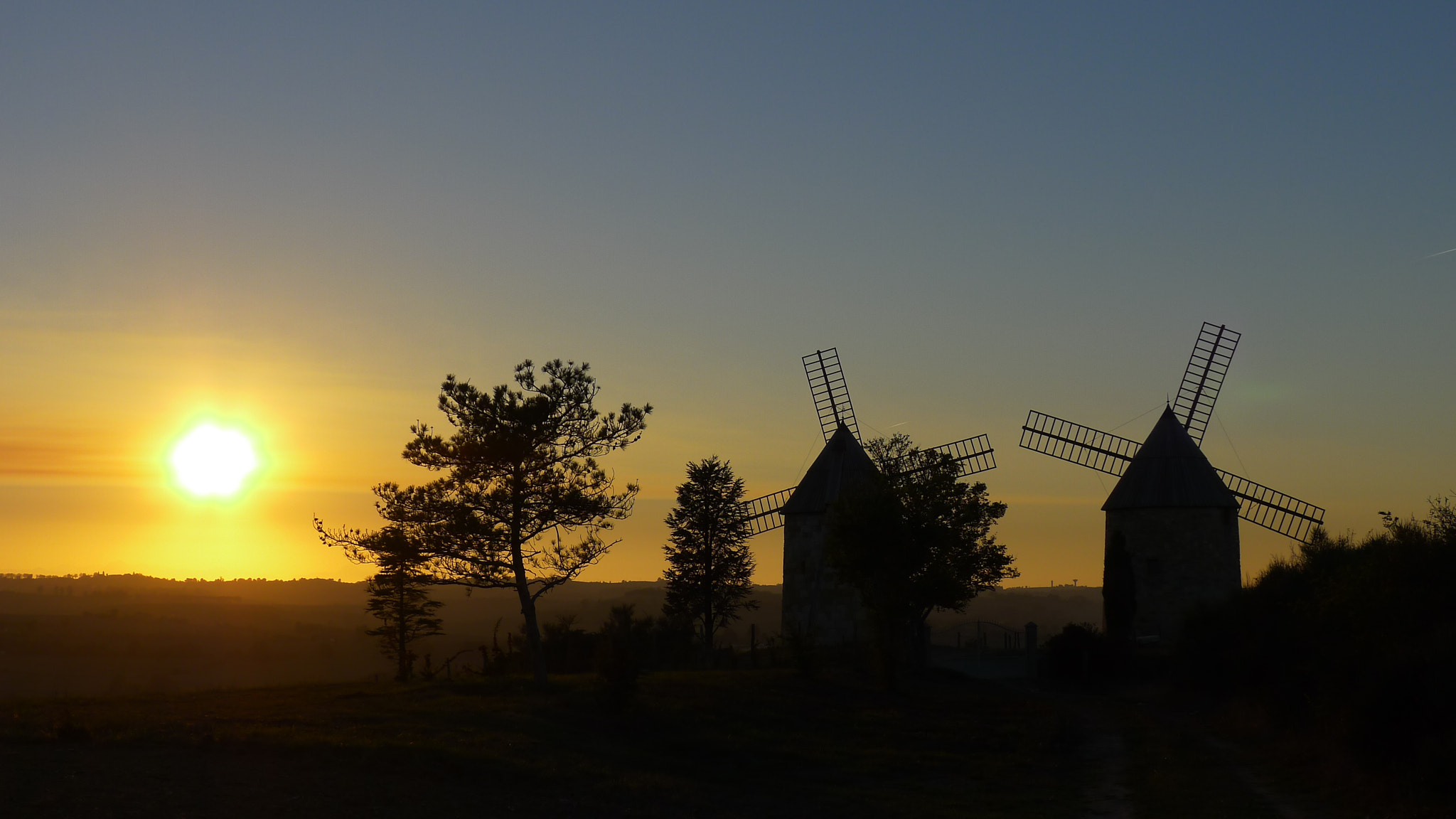
Moulins pastelliers rénovés à Lézat-sur-Lèze en Ariège.

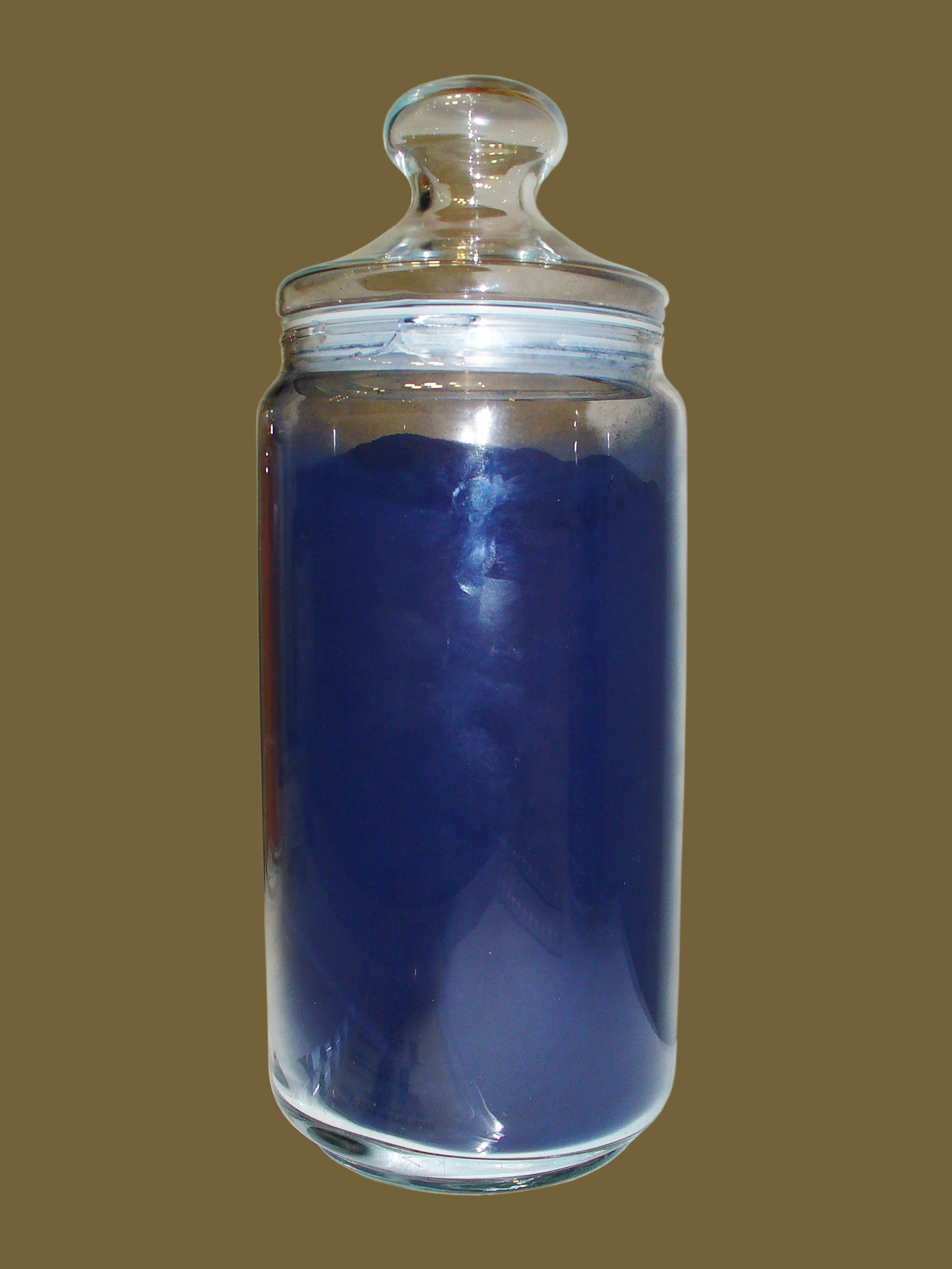
Pigment indigo extrait du pastel.

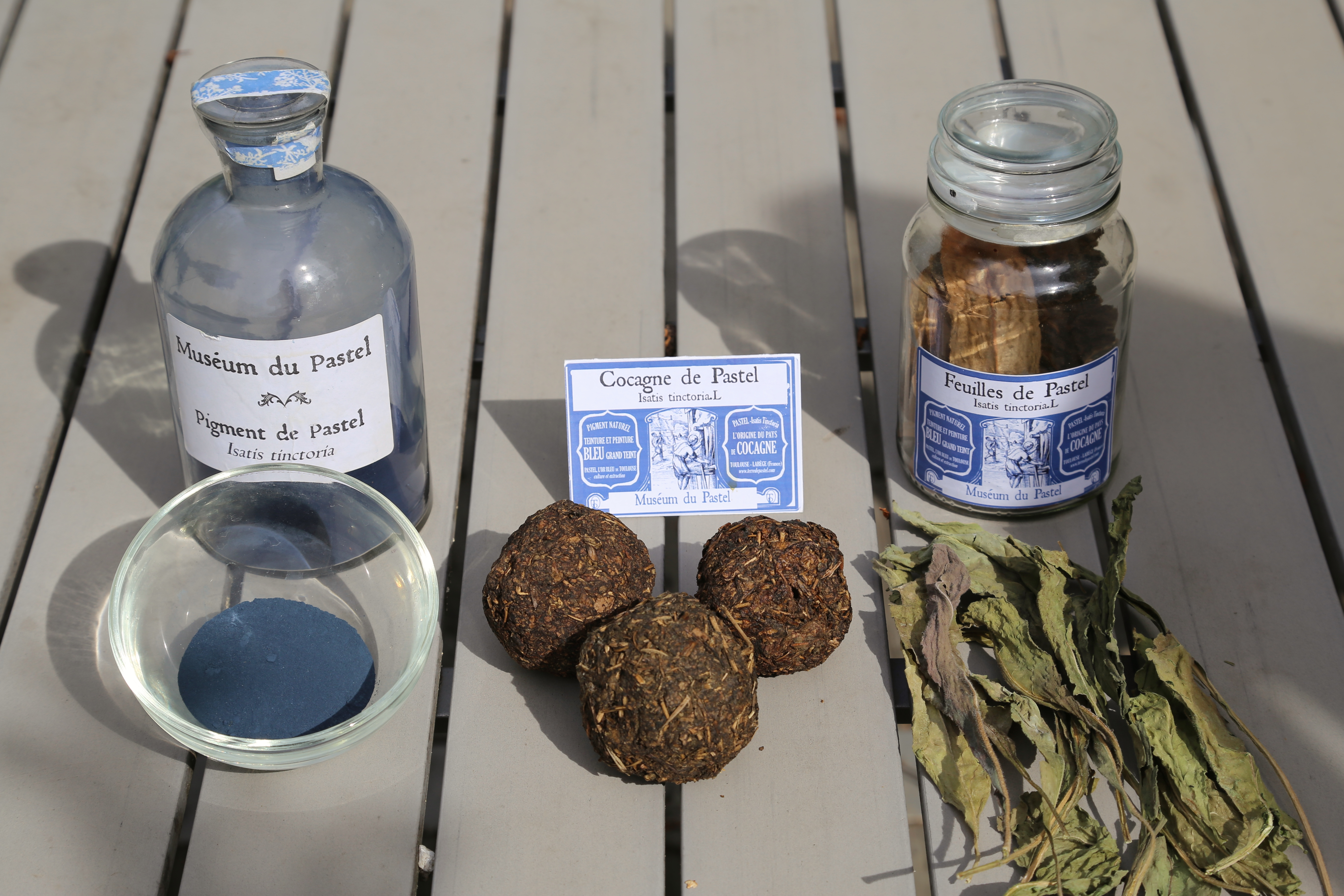
De la feuille au pigment bleu.

Les feuilles sont récoltées sur les pieds de quatre mois environ, issus de semis faits en début d'année. Seule une petite parcelle était préservée pour fournir l'année suivante des graines de semence.
Lorsqu'elles ont atteint leur maturité, les feuilles de la rosette, assez longues, se détachent facilement par simple torsion ou d'un petit coup de faucille. La récolte se faisait de la mi-juin jusqu'à fin septembre, en plusieurs prélèvements successifs. À chaque passage, on ne prélevait que les feuilles commençant à jaunir, parvenues à « maturité ». La quatrième ou cinquième coupe est de moindre qualité,.
- Les cocagnes :

Les feuilles récoltées sont en général lavées dans un ruisseau pour les débarrasser de la terre qui peut les souiller. Une fois séchées, elles sont portées au moulin pastellier le plus proche, pour être broyées moyennant une redevance. Là, elles sont écrasées pour en exprimer une pulpe. Un moulin pastellier est fait d'une grosse meule à axe horizontal tournant dans une auge de pierre où sont disposées les feuilles à broyer. La traction animale est préférée.
Après broyage, la pâte de pastel est mise à sécher en tas sous un hangar durant un temps variable suivant le lieu de fabrication. Une fois séché et durci, le pastel est écrasé et mis en boule à la main. Ces boules grosses comme le poing ou un peu plus, sont nommées « coques » ou « cocagnes » (ou coquagnes pour Caster) dans le Lauragais. Au fur et à mesure de leur fabrication, les cocagnes sont disposées sur des claies pour qu'elles continuent à sécher pendant un à deux mois. Quand elles sont bien déshydratées, les coques (nommées alors pastel de Cocagne) sont dures et ne risquent plus de se détériorer ; elles peuvent être transportées et être commercialisées pour servir à la préparation de la matière tinctoriale (ou agranat) utilisée dans les cuves de teinturiers.
- L'agranat :

Les marchands de pastels acquièrent les cocagnes bien sèches auprès des cultivateurs et procèdent à une opération nommée agrenage. On retrouve dans les textes toujours les trois mêmes verbes occitans : agranar, banhar, virar, c'est-à-dire moudre, mouiller, remuer, nous dit Caster.
En début d'année, les cocagnes sont écrasées avec des maillets et éventuellement réduites en poudre dans un moulin. La substance est ensuite aspergée d'eau de rivière ou d'urine pour provoquer une « fermentation » : le pastel s'échauffe et fume, indique l'Encyclopédie de Diderot et D'Alembert. La pâte est remuée régulièrement à la pelle pour contrôler sa température et faire en sorte que le processus ne s'emballe pas ou ne ralentisse pas trop. La pâte émet des bulles et exhale une odeur ignoble qui oblige à travailler à la campagne, loin de Toulouse.
Une fois sèche, la pâte de pastel fournit une poudre tinctoriale de couleur noire, nommée agranat.
L'agranat est mis en sac ou en baril pour être transporté. Convenablement stocké, il gardait ses propriétés colorantes une dizaine d'années.
- Le pigment bleu pastel :

La compréhension des processus d'extraction chimiques du pigment indigo, réalisés lors du traitement du pastel, ne s'est faite que lentement au cours du XXe siècle (voir la section Composition chimique ci-dessous).
La teinture bleu pastel s'obtient par oxydation du jus verdâtre tiré des granulés d'agranat. Il s'agit bien d'une teinture, qui se révèle par oxydation, et qui est ensuite d'une très grande stabilité.
L'usage du pastel comme pigment colorant est un sous-produit de la teinture : on recueillait l'écume à la surface des bains de teinture, et cette fleurée séchée donnait une poudre bleue utilisée comme pigment pour des peintures. C'est ce pigment incorporé à du carbonate de calcium qui permet l'obtention de bâtonnets utilisés pour dessiner, et qui a donné le nom de « pastel » à ces bâtonnets et à la technique artistique qui les utilise.
- Teinture de cuves pour le pastel

Le pigment colorant indigo (ou indigotine) de l'agranat est insoluble et ne peut être utilisé directement pour teindre en profondeur les fibres de laine ou de coton. Il faut utiliser un procédé dit « de cuve » pour transformer l'indigo en une molécule soluble, par réduction en milieu alcalin (à pH autour de 10). On obtient du leuco-indigo, de couleur jaune verdâtre, qui pourra imprégner les fibres lorsqu'on les plongera dans la teinture. Quand on le retire du bain, le leuco-indigo s'oxyde au contact de l'air et redonne le pigment bleu, insoluble, déposé sur les fibres.
K. Delaunay-Delfs et Marie Marquet proposent plusieurs techniques de cuve, naturelles ou chimiques, pour teindre au pastel, pour le particulier.
La cuve à l'urine fermentée est propice à la teinture de la laine. Pour obtenir un milieu alcalin (à pH ~ 10), on peut actuellement utiliser de l'ammoniaque, ou en obtenir comme les anciens, en laissant de l'urine fermenter pendant 2 à 3 semaines dans un récipient placé au soleil. On prend ensuite un grand récipient, dans lequel on place de l'agranat pilé à l'intérieur d'un sachet en mousseline, et on couvre d'urine fermentée. Il faut ensuite veiller à maintenir le mélange à la température de 30 à 40 °C, en remuant régulièrement le liquide sans l'agiter, jusqu'à ce qu'il devienne verdâtre et se couvre d'une pellicule aux reflets irisés. On trempe alors la laine dans le bain pendant une demi-heure, puis on la sort et la sèche pour bien favoriser l'oxygénation. On répétera plusieurs fois l'opération.
La culture du pastel en Europe a décliné avec l'arrivée de l'indigo des Indes au XVIIe siècle, extrait d'un arbuste nommé Indigofera tinctoria. Elle a disparu presque totalement à la fin du XIXe siècle, à la suite du développement de teintures chimiques bleues. Actuellement[Quand ?], on assiste à des tentatives de remettre à l'honneur cette plante, pour ses vertus particulières. Un agriculteur de la Somme, en France, Jean-François Mortier, essaie de faire revivre cette tradition.
À Lectoure, dans le Gers, un architecte décorateur belge, Henri Lambert, produit des teintures et des pigments de pastel avec des techniques nouvelles sans rapport avec la longue fabrication traditionnelle.

### Plante fourragère
Pour un article plus général, voir Fourrage.
Plante fourragère, cultivée et destinée à l'alimentation animale. Elle donne un fourrage précoce.
Aux XVIIIe siècle, on faisait paître les moutons dans les champs de pastel après la dernière coupe d'automne.

### Plante ornementale
Le pastel des teinturiers offre comme plante ornementale, une superbe floraison jaune vif en avril-mai qui reste décorative même après la floraison.
La planter au Soleil dans un sol bien drainé. Elle se ressème toute seule mais ne fleurit que la seconde année.

### Plante médicinale
Isatis tinctoria était connue dans l'Antiquité gréco-latine comme plante médicinale et tinctoriale. Le médecin et pharmacologue grec Dioscoride (Ier siècle) indique que les feuilles de ισατις (isatis) - connues des teinturiers - étaient utilisées en cataplasme pour traiter les œdèmes, les tumeurs, les plaies etc. (De materia medica, livre II, 177). Pline l'Ancien note à propos d'« isatis» que « ses feuilles, écrasées avec de la polenta, sont bonnes pour les blessures » (Histoire Naturelle, livre XX, 59, p. 971). Quant à la forme cultivée qui sert à teindre les laines, « elle arrête le sang, guérit les ulcères... ainsi que les enflures avant la suppuration et le feu sacré, par la feuille ou la racine. En boisson, elle est également bonne pour la rate. » (H.N. idem).
Ses indications se retrouvent dans les traités du Moyen Âge et de la Renaissance et même plus tard. Le médecin botaniste Italien Matthiole du XVIe siècle, recommande l'application de ses feuilles sur les blessures pour faciliter leur cicatrisation et guérir les ulcères (commentaires de Dioscoride, 1544). Elle fut employée aussi en décoction contre les maladies de la rate (1753) et comme antiscorbutique.
En Chine, la plante indigène donnant la teinture bleu indigo est la renouée des teinturiers Polygonum tinctorium. L'indigotier Indigofera tinctoria arriva au VIe siècle et le pastel Isatis tinctoria (appelé 菘蓝 / 菘藍, sōnglán en chinois), arriva seulement à la fin du XVIe siècle, au moment de sa première mention par le naturaliste Li Shizhen. La racine et la feuille sont employées en médecine traditionnelle chinoise. Suivant le traité de pharmacopée chinoise de l'université de Nanjing et Shanghai :
- la racine d'isatis (板蓝根 / 板藍根, bǎnlán gēn) « évacue la chaleur pathogène et les toxines du sang ; rafraîchit le sang, calme la gorge ». Elle a pour indications « fièvre, grippe, méningite, hépatite, encéphalite ; infection cutanée, érysipèle, abcès, parotidite ».
- la feuille (大青叶 / 大青葉, dàqīng yè) est « antipyrétique, antiphlogistique, contrepoison, antiseptique », ses indications sont « délires, évanouissements, irritations cutanées dues à la chaleur, gorge sèche et irritée, abcès, érysipèle »[33].

## Composition chimique
Plus de 80 composés d'Isatis tinctoria ont été isolés,,,, dont des glycosides, alcaloïdes, acides organiques, des composés indoliques, du saccharose et divers glucides, des nitriles (2-phenilacetonitrile, octanenitrile...), furanes (2-éthylfuran) et lignanes, acides aminés, terpènes, sesquiterpènes et flavonoïdes. Chen et als répartissent les composés actifs en trois classes : les indole alcaloïdes (indiburine, indigo, indican, glucobrassicine... en tout 46 composés), les phénylpropanoïdes comportant des lignanes (lariciresinol, pinoresinol...8 composés) et des flavonoïdes (vicenine, stellarine...10 composés) et les terpénoïdes (β-sitostérol, γ-sitostérol, daucostérol). Signalons quelques composés intéressants pour leurs propriétés pharmacologiques ou tinctoriales :
- Glucosinolates

La plante est exceptionnellement riche en indole glucosinolates : en glucobrassicine, en néoglucobrassicine, et glucobrassicine-1-sulfonate. Une étude a montré qu'elle pourrait servir à prévenir le cancer, car elle a un taux de glucobrassicine vingt fois supérieur à celui du brocoli. La glucobrassicine est un précurseur de isothiocyanates.
- Tryptanthrine

Les feuilles de pastel contiennent un alcaloïde, nommé tryptanthrine, possédant une forte activité inhibitrice de la cyclo-oxygénase-2 (COX-2) et de la 5-lipoxygénase. Les extraits de feuilles ont montré une activité anti-inflammatoire sur l'œdème de la patte de souris ainsi qu'une inhibition de l'asthme de la souris induit par allergènes.
- Les acides gras des graines

L'huile de graines de pastel contient de l'acide érucique (26,5 %), oléique (14,6 %), linolénique (14,0 %), palmitique (11,2 %) et linoléique (2,7 %).
- Précurseurs de l'indigo

La plante ne produit pas directement le vibrant pigment bleu-indigo, nommé indigo, mais des précurseurs incolores de ce colorant,, accumulés dans les vacuoles sous forme de dérivés de l'indoxyle : l'indican (indoxyle β-D glucoside) et les isatan A, B et C (dérivés de l'indoxyle). L'indican se trouve principalement dans la racine. Les précurseurs, extraits de la feuille fraiche, produisent de l'indigo au cours des traitements qui suivent la récolte.
| Travail des pastelliers : hydrolyse et oxydation |                                             |
| Lors du broyage et des macérations des tissus de la plante, les vacuoles sont brisées et libèrent les indoxyle-glycosides et les isatans A, B et C, qui sont alors exposés à la β-glucosidase, une enzyme hydrolysante logée dans les chloroplastes. | Isatan B                                    |
| L'hydrolyse libère de l'indoxyle (une cétone jaune, soluble) et un sucre :isatan → indoxyle + sucre | + sucre Indoxyle en équilibre céto-énolique |
| L'oxydation : en présence de dioxygène de l'air, deux molécules d'indoxyle se dimérisent pour former l'indigo (ou indigotine), le pigment bleu et un peu d'indirubine, un isomère rouge de l'indigo :indoxyle + indoxyle + O2 → indigotine + 2H2O    | Indigotine                                  |
| Travail du teinturier : la teinture de cuve réalise une réduction puis une oxydation |                                             |
| L'indigo(tine), ce pigment coloré, est insoluble et la teinture des tissus nécessite de passer par une forme réduite (le leuco-indigo), soluble, capable de se fixer sur les fibres de textiles: indigo → leuco-indigo                               | Leuco-indigo                                |
| Une fois absorbée par les fibres, la forme réduite est à nouveau oxydée dans sa forme bleue stable : leuco-indigo → indigoCette oxydation se fait spontanément par exposition à l'air.                                                               | Indigo(tine)                                |

La teinture bleue tirée du pastel était très impure et donnait un bleu d'azur tendre, dit bleu de pastel. Par contre, la teinture bleue extraite de l'indigotier (Indigofera tinctoria) donnait des bleus plus profonds, car le pigment colorant y était plus concentré. Le pigment colorant, l'indigo, est le même mais ce sont les « impuretés » associées à des techniques différentes d'extraction sur des plantes tinctoriales différentes qui font la différence de teinte.
La molécule d'indigotine est très proche de celle donnant le rouge de la pourpre et n'en diffère que par l'absence de deux atomes de brome.

## Histoire de la culture du pastel
Le pastel fut la seule source de teinture bleue disponible en Europe jusqu'à la fin du XVIe siècle, avant que le développement des routes commerciales vers l'Extrême-Orient permette l'arrivée de l'indigo extrait de l'indigotier.

### Préhistoire
Les premières traces archéologiques du pastel remontent au Néolithique et ont été trouvées dans la grotte de l'Audoste dans les Bouches-du-Rhône en France. Dans un habitat de l'Âge du Fer du Heuneburg (Allemagne), on a trouvé des impressions de graines sur des poteries. Les sépultures du Hallstatt de Hochdorf et de Hohmichele contiennent des tissus teints au pastel.

### Antiquité
Le pastel des teinturiers fut cultivé en Mésopotamie et dans l’Égypte romaine (de -30 à +395) et peut être avant. Le papyrus de Stockholm (un recueil de recettes artisanales du IIIe siècle écrit en Haute-Egypte) décrit la récolte de la plante, le broyage, séchage (&109), la fabrication de teinture (en utilisant de l’urine &110), la cuisson avec de l’urine et de la saponaire (&111) puis la teinture (&112).
Toujours dans l'Antiquité romaine, mais dans la partie occidentale de l'empire, le pastel fut cultivé au centre et au sud de la péninsule italienne. Pompei fut un centre important de production d'indigo de pastel. Jules César raconte dans ses Commentaires sur la Guerre des Gaules (livre V, 14) que les Brittons se peignaient le corps avec du uitrum avant de livrer bataille. Pour le latiniste de l'EPHE, Jacques André, le uitrum est apparenté aux formes germaniques weit, wād, picard waide, anglais woad, c'est-à-dire guède, pastel (Isatis tinctoria). Les Romains en tiraient un bleu terne pour teindre les vêtements de travail des artisans et des paysans. La preuve archéologique de l'existence du pastel en Angleterre à l'âge de fer a été établie en 1992 par Hall,.
Pline indique dans le livre XXII de son Histoire Naturelle « En Gaule, on appelle glastrum une plante qui ressemble au plantain ; les épouses et les brus des Bretons s'en barbouillent tout le corps et s'avancent nues dans certaines cérémonies sacrées, imitant la couleur des Éthiopiennes ». D'après Stéphane Schmitt, le traducteur de Pline, et le latiniste Jacques André, ce glastrum (gaélique glaisin «guède») serait le pastel Isatis tinctoria.
Les Pictes, une tribu d'Écosse, doivent probablement leur nom (du latin Picti, désignant des personnes peintes ou peut-être tatouées) à leur coutume d'aller au combat nus, couverts seulement de peintures de guerre. Les représentations de guerriers ou de chasseurs sur les pierres pictes ne révèlent toutefois pas de tatouages évidents et l'origine de la teinture utilisée reste incertaine.

### Moyen Âge

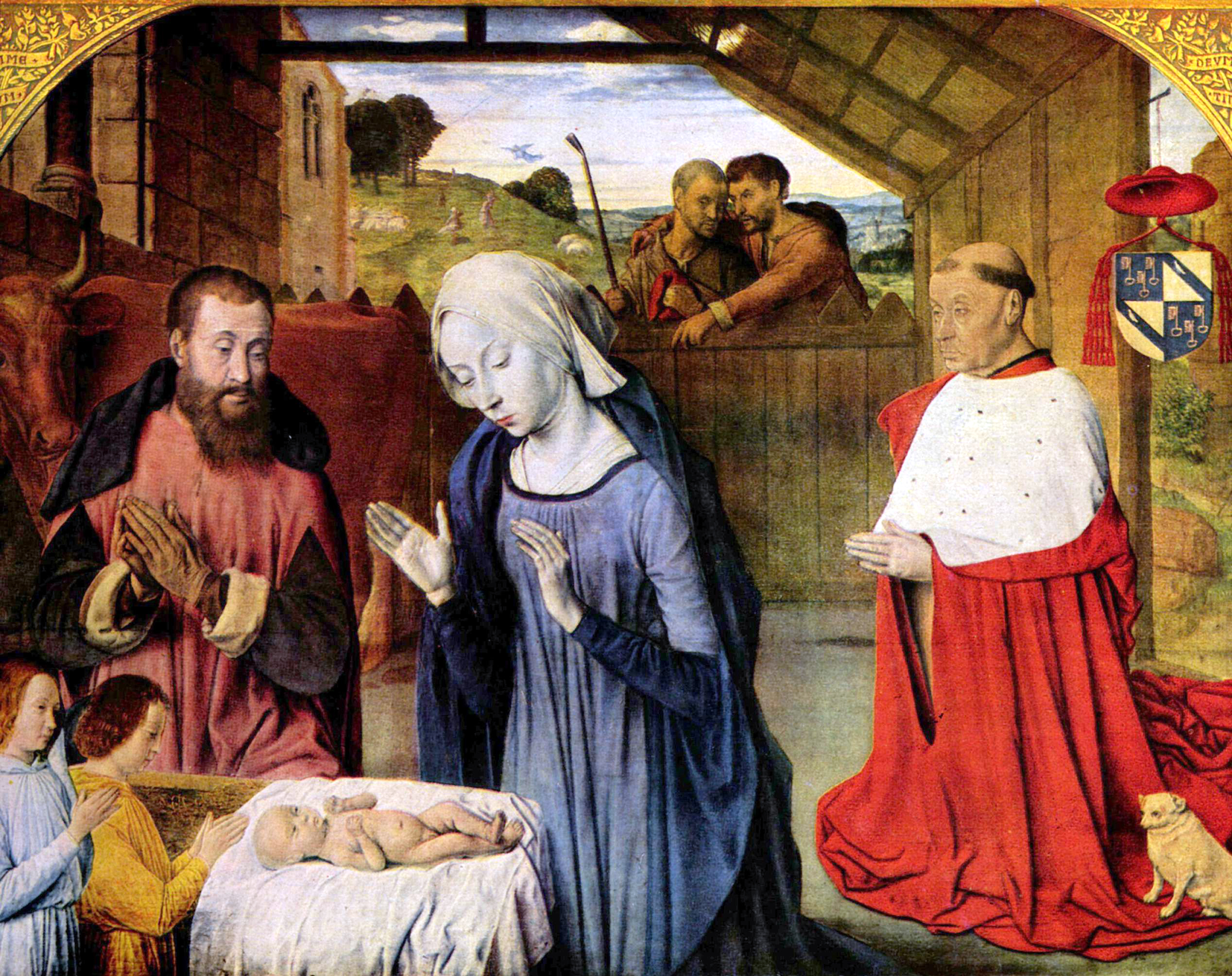
La Vierge tout de bleu vêtue (Nativité au cardinal Rolin, c. 1490).

En Europe, les trois couleurs de base des cultures anciennes étaient le rouge, le blanc et le noir. Le bleu était utilisé mais il ne devint une couleur à la mode qu'à partir du XIIe siècle. Dans la peinture européenne, la Vierge Marie qui était presque toujours habillée d'une couleur sombre, commence à être vêtue de bleu.

#### Le culte marial et essor de la culture de la guède
L'extraordinaire développement du culte marial va assurer la promotion de cette couleur et l'étendre au domaine de l'héraldique. Les rois capétiens adoptent un écu d'azur (semé de fleurs de lis d'or) en hommage à la Vierge, protectrice du royaume de France. À la suite de l'adoption du bleu par Philippe-Auguste et Saint-Louis, les seigneurs s'empressent de les imiter. En outre, pour teindre en noir les robes des clercs, les teinturiers utilisaient de la teinture de pastel associée à d'autres teintures.
Au Moyen Âge, l'utilisation de la teinture de pastel ne se limitait pas aux tissus. Ainsi l'illustrateur des Évangiles de Lindisfarne employait un pigment à base de pastel comme couleur bleue.
Comme la seule teinture naturelle bleue était à cette époque obtenue à partir de pastel, on comprend que la vogue du bleu ait stimulé la culture du pastel des teinturiers. Dès 1230, il fait l'objet d'une culture et d'une transformation à grande échelle, pour satisfaire la demande grandissante des drapiers et des teinturiers.
Au XIIIe siècle, les centres de culture du pastel se situent notamment en Angleterre (Lincolnshire et Glastonbury), en France (Normandie, Picardie), en Allemagne (région d'Erfurt en Thuringe) et en Italie (Lombardie).

#### Culture de la «waide» en Picardie

Armoiries à fond bleu des Rois de France.

En France, la Picardie (principalement l'Amiénois et le Santerre) était un espace important de production de guède (ou waide) qui devint le principal support du négoce amiénois au XIIIe siècle. La waide était cultivée dans des parcelles jardinées, sur les sols riches à l'est d'Amiens et dans la vallée de la Somme et de ses affluents (Avre, Noye, Selle, Ancre…). La quasi-totalité de la récolte était dirigée sur Amiens et de là exportée en Flandre ou en Angleterre.
Dans cette ville, une statue du mur sud de la nef de la cathédrale représente deux marchands waidiers devant un sac de tourteaux de waide et le soubassement de la façade occidentale est décorée de fleurs de waide stylisées.
Cependant, à partir du XVe siècle, le commerce et la production de waide en Picardie déclina au profit des producteurs concurrents du Languedoc et de la Thuringe. De 1380 à 1429, la ville exportait en moyenne 1 100 tonneaux de guède par an. À partir de 1429, les exportations tombèrent à 200 tonneaux.
La culture du pastel fit la fortune de villes comme Toulouse et Erfurt. Le climat du sud avec son long ensoleillement est plus propice à la production des précurseurs d'indigo dans les feuilles.

### Époque moderne

#### Culture du pastel dans le Lauragais

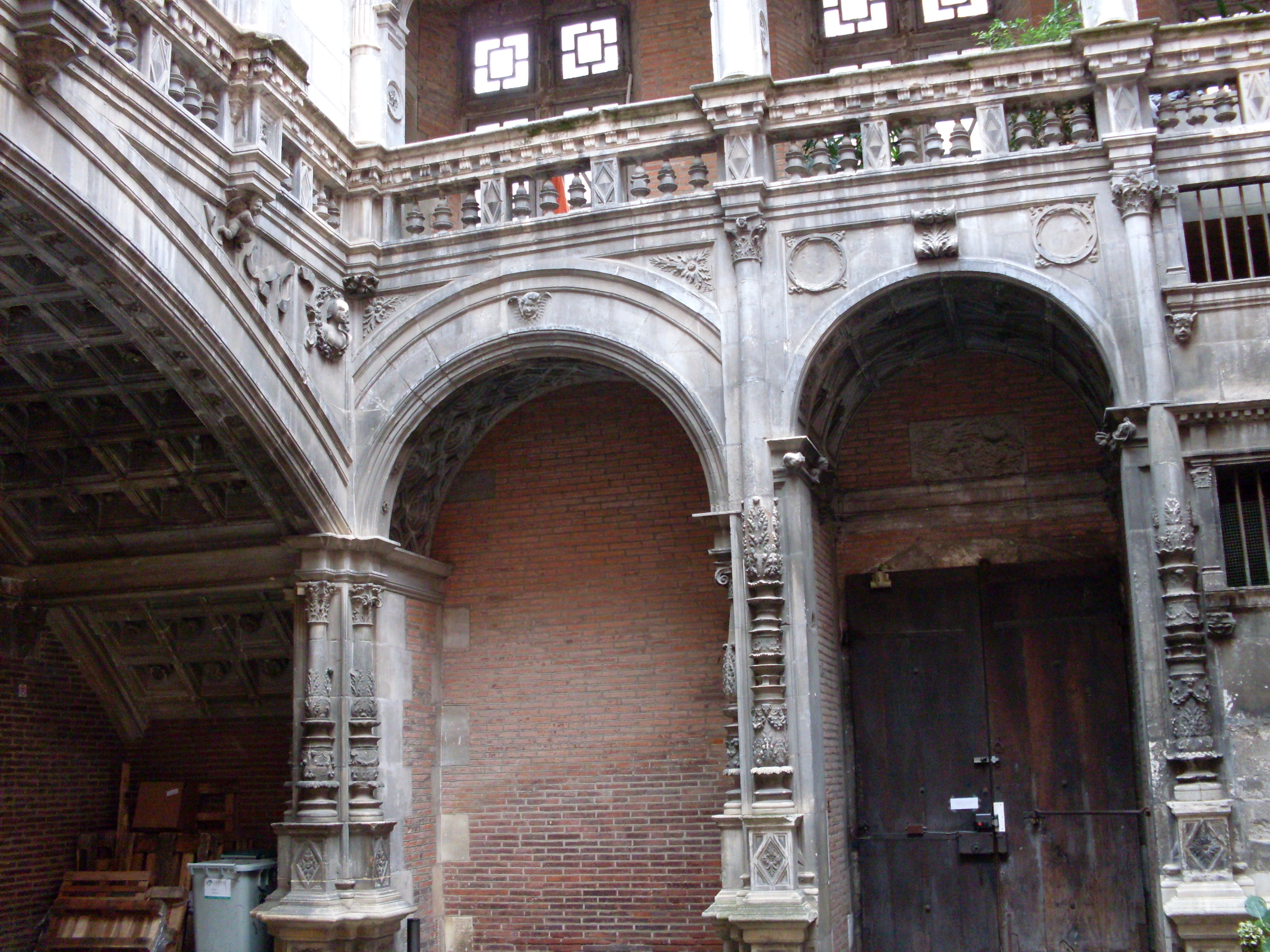
Hôtel de Bernuy, d'un grand négociant en pastel de Toulouse.

Le Lauragais, triangle compris entre Toulouse, Albi et Carcassonne, connut une grande prospérité grâce au commerce d'Isatis tinctoria qui ici prit le nom de « pastel ». Les pastelliers figuraient parmi les plus grandes fortunes de l'époque. Les coques transitaient dans les ports français de Bordeaux, Marseille et Bayonne. Le XVIe siècle marque l'apogée de la culture du pastel occitan. Le bleu était devenu un produit de luxe.
Vers 1450, Toulouse est une ville pauvre avec de nombreux immeubles à l'abandon et où l'unique pont sur la Garonne est mal entretenu. Au cours du siècle suivant, la ville connaît un essor remarquable en s'ouvrant au commerce international. La Garonne est une voie de transport commode pour les milliers de balles d'agranat (représentant des centaines de tonnes) envoyées jusqu'au port de Bordeaux puis de là, exportées jusqu'à Londres, Anvers, Rouen, Bilbao, etc.
Le négoce du pastel fit la fortune de quelques négociants qui sont encore connus des Toulousains pour les somptueux hôtels qu'ils ont construits dans cette ville. Le marchand de pastel Jean de Bernuy, d'origine espagnole, achète le pastel (dans les années 1530) principalement dans les environs de Maurens (sud-est de Toulouse) et établit un comptoir à Bordeaux. Il vend en Castille, en Angleterre puis s'intéresse au marché méditerranéen. Il possédait un certain nombre de terres et de seigneuries dans le Lauragais où il faisait préparer les coques. Dans Toulouse, il fit édifier la plus haute tour privée de la ville et un somptueux palais : l'hôtel de Bernuy, construit en deux campagnes de 1503 à 1536 autour de deux cours, l'une gothique et l'autre Renaissance. Sa fortune lui permit de se porter caution, en 1525, de l'énorme rançon demandée par Charles Quint pour libérer François Ier fait prisonnier à la bataille de Pavie.

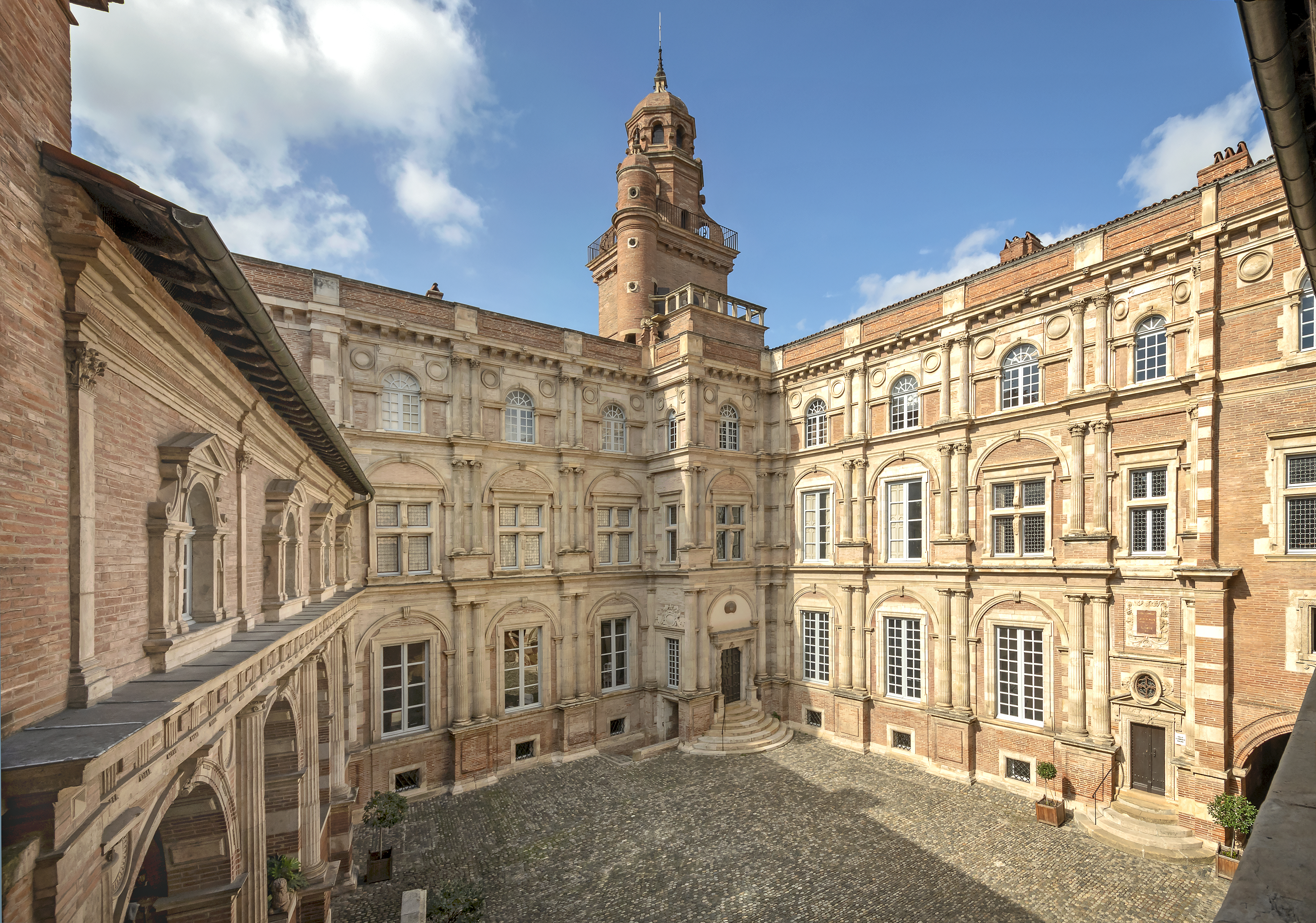
Hôtel d'Assézat, le dernier hôtel du pastel à Toulouse.

Pierre d'Assézat est un autre pastellier toulousain peut être encore plus célèbre que Jean de Bernuy. Il le doit à une puissance commerciale redoutable puisqu'il pouvait expédier en moyenne 12 000 balles chaque année, ce qui ferait en balles flamandes, 1 080 tonnes métriques. L'Espagne était la destination principale de son pastel mais il visait aussi en l'Angleterre, l'Écosse ou Rouen. Son sens des affaires lui permit de construire une demeure princière.
L'essor prodigieux de ce pays de cocagne ne dura qu'un temps. En 1560, survient un krach terrible sur la vente des coques. La surproduction, l'apparition de l'indigo (tiré de l'indigotier) et la spéculation firent s'écrouler les prix, entraînant la ruine des collecteurs. Les premiers troubles de la guerre de Religion créèrent un climat d'insécurité à Toulouse, peu propice au commerce. À Londres, la « teinture d'Inde » commence à apparaître. La route du Cap fournira régulièrement de l'indigo (de l'indigotier) à partir de 1563. Mais les pastelliers ne pouvaient imaginer que l'indigo détruirait totalement le commerce du pastel qui avait fait la fortune de Toulouse pendant deux générations.

#### Culture du pastel en Thuringe
En Allemagne, les habitants des cinq villes du pastel de Thuringe, Erfurt, Gotha, Tennstedt, Arnstadt et Bad Langensalza, avaient leurs propres chartes. À Erfurt, les négociants du pastel ont financé la création de l'université. Un tissu traditionnel est encore de nos jours imprimé au pastel en Thuringe, en Saxe et en Lusace : il y est connu sous le nom de Blaudruck (littéralement « impression bleue » — il s'agit de tissus imprimés). Les négociants allemands exportaient leur pastel à Anvers, en Angleterre, Hongrie, Pologne et Italie. Avec l'importation de l'indigo de la Louisiane à partir du dix-huitième siècle les marchés se sont effondrés.
À Erfurt comme à Cologne existent encore aujourd'hui des places de la vieille ville qui s'appellent Waidmarkt, au centre de l'ancien quartier des teinturiers. À Cologne une des rues proches s'appelle Blaufärberbach (approximativement « ruelle des teinturiers en textiles bleus »).

#### Le «guado» italien
L'industrie textile italienne très florissante réclamait de grande quantité de pastel, (nommé ici guado), qui était fourni par des importations de France et d'Allemagne et une production locale en Toscane, Lombardie et Piémont.

## La culture du pastel dans la littérature
- Le roman Pastel, d'Olivier Bleys (Gallimard, 2000), traite de la culture du pastel à la fin du XVe siècle en Albigeois.
- Le roman Le sentier des pastelliers de Georges-Patrick Gleize (Albin Michel, 2008), raconte une tentative de relance de la culture du pastel, en 1912, en Ariège.
- Le pastel est aussi le sujet principal du roman fantastique destiné à la jeunesse Pastelle et le club de la violette tome 2, 《 La magie du triangle bleu 》.

## Symbolique

### Calendrier républicain
Dans le calendrier républicain, la Guède (un des noms du Pastel des teinturiers) était le nom attribué au 26e jour du mois de pluviôse.

## Pour approfondir

### Sources
- Jenny Balfour-Paul, Indigo : Egyptian Mummies to Blue Jeans, Richmond Hill, Ont., Firefly Books, 22 septembre 2011, 264 p. (ISBN 978-1-55407-989-6).
- M. de Beauvais-Raseau, « L’art de l’indigotier », impr. de L. F. Delatour, Paris, 1770 (consulté le 28 mai 2007).
- Gilles Caster, Les Routes de Cocagne. Le siècle d'or du pastel, 1450-1561, Toulouse, Privat, 18 avril 2000, Édition : Nouv. éd éd., 223 p. (ISBN 978-2-7089-5405-2).
- Maurice Daumas - « Histoire générale des techniques » (1964, rééd. 1996), P.U.F., coll. Quadrige, vol. 2, 2e partie, livre 1  (ISBN 2-13-047862-X).
- (fr) Sébastien Vaissière et Alain Félix, Le Pastel, Visite en pays de cocagne, édition Loubatières, juin 2006  (ISBN 2-86266-492-8).
- Film « Centurion » de Neil Marshall - 2010 - 47e minute.
- Ronald Hubscher (sous la direction de), Histoire d’Amiens, Toulouse, 1986, éditions Privat.